# Schlicht (Vilseck)
Schlicht ist ein Ortsteil der Stadt Vilseck im Landkreis Amberg-Sulzbach in der Oberpfalz in Bayern.

## Geographie
Schlicht liegt zwischen Vilseck und Hahnbach am Oberlauf der Vils. Hier kreuzten sich einst bedeutende Fernstraßen wie die Sächsische Straße und die Böhmische Straße.

## Verkehr

### Straßenverkehr
Die Staatsstraße 2120 führt in Nord-Süd-Richtung vom Truppenübungsplatz Grafenwöhr in Richtung Amberg und quert in Schlicht die Vils.
Die Kreisstraße AS 5 führt in West-Ost-Richtung durch den Ort bzw. das Tal der Vils und die Ortsmitte von Vilseck.

### Schienenverkehr
Durch Schlicht geht die Bahnlinie Bahnstrecke Neukirchen–Weiden (kein Halt). Nächster Bahnhof ist Vilseck.

## Geschichte
Die Gegend um Schlicht war bereits in der Bronzezeit (um 2000 v. Chr.) besiedelt. Während des Landshuter Erbfolgekrieges brannten die Sulzbacher das Dorf Schlicht in der Nacht zum 13. August 1504 bis auf die Kirche und 2 Häuser nieder. 1796 entstand in Schlicht ein „Kurpfälzisch-Oberpfälzisches Holztriftinspektionsamt“ das für die Trift auf der Vils zuständig war. Am 2. Oktober 1798 machte sich das erste Floß auf den Weg. Nach mehreren Tagen erreichte es Amberg. 1809 wurde die Trift wegen Unrentabilität eingestellt und das Amt wieder geschlossen. Durch das erste bayerische Gemeindeedikt wurde Schlicht im Jahre 1808 zum Steuerdistrikt und dem Landgericht Amberg und damit dem Naabkreis zugeordnet. Nach der Auflösung des Naabkreises zugunsten des Mainkreises und des Regenkreises wurde Seugast im Jahr 1810 zusammen mit dem Landgericht Amberg dem Regenkreis zugeordnet (ab 1838 „Oberpfalz und Regensburg“).
Durch das zweite bayerische Gemeindeedikt wurde Schlicht im Jahre 1818 eine eigenständige politische Gemeinde.
1838 wurde das Landgericht Vilseck gegründet, dem Schlicht zusammen mit den Steuergemeinden Adlholz, Ehenfeld, Gebenbach, Gressenwöhr, Großschönbrunn, Hahnbach, Iber, Irlbach, Langenbruck, Massenricht, Schalkenthan, Seugast, Sigl, Süß und Vilseck zugeordnet und aus dem Landgericht Amberg herausgelöst wurde.